# 百苦禪院
百苦禪院（泰文：มูลนิธิแป๊ะโค้วเซียงงี่；英文：Pae Kow Sing Ngi）位於泰國的首都曼谷之東部的叻甲挽縣，貼耀區（Thap Yao district），叻甲挽路（Lad Krabang Road），鑾攀六社（Soi 6 Luang Phaeng）的一所信奉大乘佛教之著名道教廟堂。

## 地址
- 泰文：42 หมู่ 1 ช.สกา แขวงทับยาว เขตลาดกระบัง กรุงเทพฯ 10520
- 中文：泰國，曼谷，叻甲挽縣，貼耀區，叻甲挽路，鑾攀六社，1 村，42号，泰國郵遞區號10520。42 Moo 1 , Soi 6 Luang Phaeng, Lat Krabang Road, Thap Yao district, Lat Krabang, Bangkok 10520, Thailand.
- 英文：Lad Krabang Road, Lad Krabang District, Bangkok
- 電話：(02) 326-9492

## 歷史
根據大殿裡的「百苦菩薩史略」，百苦菩薩是中國的廣東省之潮陽縣的劉成仙先生在暹羅出生的兒子，原名是劉益豐（年仙），他在少年時代曾經回到中國去結婚產子，然後在20歲時獨自回到去暹羅的首都曼谷之東部的叻甲挽縣，叻甲挽卅二社（Soi 32 Lat Krabang）的『合興壇』（โรงเจฮะเฮงตั้ว；Ha Heng Tua Vegetarian Place）進行大乘佛教的修行生活，他禪坐100天後，在1905年2月18日（星期六，農曆正月十五日）圓寂，人們把他的屍體制成真身來供奉。每年農曆正月十五日之晚上都有舉行盛大的慶典。

## 建築
- 它是中國式建築的佛寺，布滿精致的雕塑。
- 主祀：多尊釋迦牟尼的雕像
  - 壇前的文字：慧燈高照猶如日月長明
- 左祀：百苦菩薩，背景為1905年書寫的「百苦菩薩史略」史略
  - 即劉益豐先生的真身，泰國的民眾喜歡把糖果供奉在他的砵頭裡。
  - 壇前的文字：沾濡妙藥故教人世免沉病
- 右祀：觀世音菩薩及鱷魚的雕像
  - 壇前的文字：寶座蓮花渡盡人間善心宕
- 殿外花園裡飼養有許多狗及龜。

## 公共交通
- 泰國東線鐵路，鱷魚頭火車站（Hua Takhe Station）
- 曼谷 143 路 公共汽車，鱷魚頭噠叻（Hua Takhe Market）

## 外部連結
- 叻甲挽縣署有關百苦禪寺的附照片介紹網頁（泰文）
- 2005年11月拍攝的影像 （页面存档备份，存于）
- 2013年6月拍攝的照片 （页面存档备份，存于）